# Brigada Prizrak
La brigada Prizrak (en ruso: Бригада «Призрак»; "Brigada Fantasma" en español), fundada por Aleksey Mozgovoy, es una unidad de infantería de la República Popular de Lugansk (RPL). El nombre oficial es "Brigada Mecanizada Prizrak" y "4.ª Brigada de Defensa Territorial".

## Historia
La unidad fue fundada a finales de 2014 tras la ocupación de los edificios de la administración provincial en Lugansk por parte de manifestantes prorrusos. Ese fue su primer pelotón. Alcanzó el rango de batallón tras ascender a mil sus efectivos en agosto de 2014, aunque el comandante de la brigada, Aleksey Mozgovoy, declaró tener mando sobre 3.000 combatientes a finales de 2014.
El 23 de mayo de 2015, Mozgovoi murió en un ataque con armas de fuego y artefactos explosivos improvisados, junto con algunos de sus guardaespaldas, aunque sobrevivió a una emboscada similar dos meses antes de la muerte. 
Una supuesta unidad militar ucraniana encubierta llamada «Sombras» reivindicó ambos ataques, pero ambos incidentes parecen sus únicos compromisos activos durante todo el conflicto, lo que alimentó diversas teorías, incluida la de la participación rusa. 
El objetivo declarado de la brigada es ser tanto una unidad militar de combate como una organización política socialista que los convierta en la única unidad militar que opere dentro de las estructuras de la República Popular de Lugansk y la República Popular de Donetsk con un doble  objetivo. 
La pertenencia a Prizrak está formada principalmente por nacionales ucranianos y rusos del este, pero, debido a la ética política de la unidad, atrae a varios nacionales occidentales de Europa y América. 
Las principales actividades militares incluyen el reconocimiento militar en el campo de batalla, el sabotaje, el asalto encubierto y otras actividades de inteligencia militar.
Las actividades políticas incluyen la promoción de políticas socialistas, actividades de promoción electoral y proyectos de atención social, principalmente en Lugansk. 
En 2015 perdió su independencia militar y se integró en el IV Batallón Territorial de Defensa de las Fuerzas Armadas Unidas de la República Confederada de Nueva Rusia. El 25 de octubre de 2020 murió Aleksei Márkov, líder político y militar del grupo tras el asesinato de Aleksei Mozgovoi, tras sufrir un accidente de tránsito en coche.
En la Batalla de Debáltseve, los integrantes de la unidad realizaron misiones de reconocimiento especial, limpiaron campos de minas, reunieron información sobre las posiciones y puestos de observación avanzados enemigos en el sector, reunieron información para corregir el tiro de la artillería aliada, ofrecieron apoyo a las fuerzas de asalto aliadas y llevaron a cabo actividades contra las defensas enemigas, ubicadas en el sector de Debáltseve.